# Meier-Blumberg-Imahorn-Syndrom
Das Meier-Blumberg-Imahorn-Syndrom ist eine sehr seltene angeborene Erkrankung mit den Hauptmerkmalen Magnesiummangel, Hyperkalzurie,  Nephrokalzinose und Augenbeteiligung.
Es ist eine Form der Familiären Primären Hypomagnesiämie mit ausgeprägtem renalen Verlust von Magnesium und Calcium (FHHNC) und dessen Auswirkungen an den Nieren und Augen.
Synonyme sind: FHHNC mit schwerer Augenbeteiligung; Hyperkalziurie - bilaterales Makulakolobom; englisch Hypomagnesemia 5, renal, with ocular involvement; HOMG5; FHHNC With Severe Ocular Involvement; FHHNCOI; Hypomagnesemia, Familia, With Hypercalciuria; Nephrocalcinosis, And Severe Ocular Involvement; Macular Coloboma, Bilateral, With Hypercalciuria
Die Erstbeschreibung stammt aus dem Jahre 1979 durch die Schweizerischen Ärzte W. Meier, A. Blumberg, W. Imahorn und Mitarbeiter.

## Verbreitung
Die Häufigkeit wird mit unter 1 zu 1.000.000 angegeben, bislang wurde über etwa 70 Betroffene berichtet. Die Vererbung erfolgt autosomal-rezessiv.

## Ursache
Der Erkrankung liegen Mutationen im CLDN19-Gen auf Chromosom 1 Genort p34.2 zugrunde, welches für das Protein Claudin-19 kodiert.

## Klinische Erscheinungen
Klinische Kriterien sind:
- Krankheitsbeginn im Kindesalter
- rezidivierende Harnwegsinfekte
- Polyurie und Polydipsie
- Hinzu kommen Nephrokalzinose, Nephrolithiasis, Enuresis, Bauchschmerzen und Gedeihstörung
- Leitsymptom sind Augenveränderungen wie ausgeprägte beidseitige Myopie, Schielen, Nystagmus, Keratokonus, Verkalkungen der Hornhaut, Katarakt, Chorioretinitis und andere
- meistens abnehmende Nierenfunktion bis Nierenversagen und in 50 % Notwendigkeit einer Nierenersatztherapie in der zweiten Lebenshälfte

Hinzu kann auch eine Amelogenesis imperfecta kommen.

## Diagnose
Typische Befunde sind massiv erhöhtes Magnesium und Kalzium im Urin.